# 华南舌蕨
华南舌蕨（学名：Elaphoglossum yoshinagae）为舌蕨科舌蕨属下的一个种。

## 扩展阅读
- 維基物種上的相關：华南舌蕨